# 瓦尔贝里市镇
瓦尔贝里市镇（瑞典語：Varbergs kommun）是瑞典西南部哈兰省的一个市镇。其治所位于瓦尔贝里。該市镇於1971年由瓦爾貝里市與周邊農村自治體合併而成，共包含25個原有的地方行政單位。

## 友好城市
和瓦尔贝里市镇簽訂友好城市協議的城市有：
- 捷克卡罗维发利
- 丹麥哈澤斯萊烏市鎮
- 愛沙尼亞塔爾圖縣
- 芬蘭新考蓬基
- 挪威桑讷菲尤尔